# Jan Josef Liefers
Jan Josef Liefers, född 8 augusti 1964 i Dresden, är en tysk skådespelare och musiker.
Han är son till regissören Karlheinz Liefers och skådespelerskan Brigitte Liefers-Wähner. Liefers har studerat vid Hochschule für Schauspielkunst Ernst Busch i Berlin. Från 1987 till 1990 arbetade han som skådespelare vid Deutsches Theater Berlin och därefter vid Thalia Theater i Hamburg. 
Hans stora genombrott i filmkarriären kom genom filmen Rossini (1996), för vilken han fick Bayerischer Filmpreis. Därefter har han medverkat i ett stort antal tyska och internationella filmproduktioner. 2011 medverkade han i den svenska filmen Simon och ekarna i rollen som Ruben Lentov, för vilken han tilldelades en Guldbagge i kategorin bästa manliga biroll. 
Han är gift med Anna Loos.

## Filmografi
- Die Besteigung des Chimborazo (1989)
- Der Fall Ö (1991)
- Charlie & Louise - Das Doppelte Lottchen (1993)
- Die Partner (Serie, 1995)
- Ich, der Boss (1995)
- Rossini – oder die mörderische Frage, wer mit wem schlief (1997)
- Kidnapping Mom and Dad (1997)
- Knockin' on Heaven's Door (1997)
- Vergewaltigt - Das Geheimnis einer Nacht (1997)
- Arielle, die Meerjungfrau (Disney), tysk version (Prinz Erik), (1997)
- Jack's Baby (1998)
- Sieben Monde (1998)
- 666 – Traue keinem mit dem du schläfst (2001)
- Die Frauenversteher - Männer unter sich (2002)
- Das Wunder von Lengede (2003)
- Die Nachrichten (efter en novel skriven av Alexander Osang) 2005
- Madagascar (DreamWorks), (tysk version) röst till Alex (2005)
- Die Entscheidung (2006)
- Tatort (2006)
- Die Sturmflut (2006)
- Der Untergang der Pamir (Autumn 2006)
- Der Rote Baron (2006)
- Nachtschicht – Der Ausbruch (2006)
- Bis zum Ellenbogen (2006)
- Frühstück mit einer Unbekannten (2007)
- Lily C. (2007)
- Der Baader Meinhof Komplex (2008)
- Madagascar 2, (German version) voice of Alex (2008)
- Life is live (2009)
- Es liegt mir auf der Zunge (2009)
- Die Spätzünder (2009)
- Simon och ekarna (2011)
- Tornet